# Seminario Santa Rosa de Lima (Caracas)

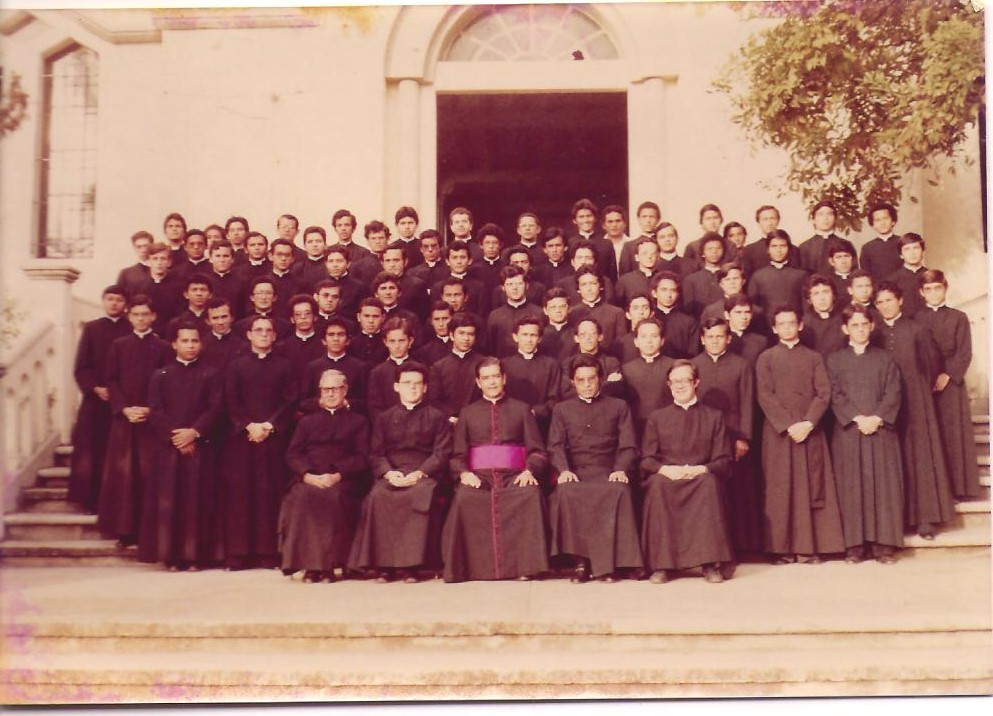

El Seminario Santa Rosa de Lima es la casa de formación de los aspirantes a sacerdorte católico, ubicada en el área metropolitana de la Archidiócesis de Caracas (Archidiœcesis Caracensis). En principio estuvo ubicado en el lateral suroeste de la Plaza Mayor, conocida posteriormente como Plaza Bolívar de Caracas, adscrito a la Pontificia Universidad de Caracas, y cuya Capilla sirvió de recinto para las discusiones independentistas y la posterior declaración y firma del Acta de la Independencia de Venezuela. Bajo el mandato presidencial del General Antonio Guzmán Blanco, la edificación original fue expropiada a la Iglesia católica y oportunamente la expulsión de los religiosos del país.
Años más tardes, bajo el gobierno presidencial del General Juan Vicente Gómez, tuvo como sede la edificación ubicada en el sector Sabana del Blanco, en la parroquia La Pastora, al norte de la ciudad. Siendo conocido como Seminario Interdiocesano de Caracas "Santa Rosa de Lima". También en esa sede sirvió de establecimiento e impulso para el Instituto Universitario Eclesiástico Seminario Interdiocesano "Santa Rosa de Lima", llevado después a Universidad Católica Santa Rosa.
Durante la gestión del Arzobispo José Humberto Quintero fue edificada también alternativamente el Seminario "San José", o Casa Seminario de San José, un complejo religioso localizado en la calle El Progreso, vía Los Naranjos, en el Municipio El Hatillo, al sureste del Distrito Metropolitano de Caracas, al norte de la jurisdicción del estado Miranda, y al centro norte del país sudamericano de Venezuela. Esta casa de formación serviría en principio para aquellas vocaciones consideradas como "adultas" o "tardías", ya que los candidatos tenían más de 24 años cumplidos al momento de ingresar, y para aquel entonces era la edad promedio en que los recién egresados recibían las sagradas órdenes.
El cardenal Jorge L. Urosa Savino ejerció diversos cargos en el lugar, desde titular catedrático hasta Rector.
Posteriormente, a finales de la década de 1990, esta sede hatillana serviría para albergar a los estudiantes del Propedéutico o Introductorio, y los del Filosofado; mientras que la sede de Sabana del Blanco era la casa de formación para quienes pasaban al ciclo de Teología.
Desde la separación entre el Seminario y la Universidad Católica Santa Rosa, en el año 2005, el entonces Arzobispo de Caracas, Jorge Liberato Cardenal Urosa Savino, decidió establecer el tradicional Seminario Santa Rosa de Lima en la Casa "San José" de El Hatillo.
Además de las actividades pedagógicas está incluida en la denominada ruta de la Peregrinación por la Paz, Camino de Santiago en Caracas, una tradición traída de España y que abarca entre otros lugares la iglesia Santa Rosalía de Palermo, la capilla del Calvario y la parroquia María Madre de El Rendentor, todo esto en jurisdicción del Municipio El Hatillo.